# Collegiata di San Biagio (Scrofiano)
La collegiata di San Biagio è il principale luogo di culto cattolico di Scrofiano, frazione del comune di Sinalunga, in provincia di Siena e diocesi di Montepulciano-Chiusi-Pienza.

## Storia e descrizione
Fu fondata nel 1271 e ristrutturata nel XVI e XVII secolo.
Ha la facciata intonacata con tetto a capanna e portale sormontato da un architrave modanato; al termine del fianco destro è collocato il campanile a torre.
Nella cappella del Carmine si trova il fonte battesimale in marmo e un monumento in ghisa (1882) con una Madonna benedicente in maiolica policroma di produzione Ginori.
Il coro ligneo ed il badalone furono realizzati nel 1717; il ciborio in marmi policromi è del primo Seicento.

## Opere
- Lamentazione sul Cristo morto di Santi di Tito, dipinto (XVI secolo).
- Madonna col bambino e santi.
- Immacolata Concezione di Passignano, dipinto.
- Punizione di Anania e Zaffira, riferibile a Giuseppe Nicola Nasini, dipinto.
- Madonna benedicente, monumento di ghisa in maiolica policroma di produzione Ginori (Cappella del Carmine).